# Cedestis
Cedestis é um gênero de mariposa pertencente à família Acrolepiidae.